# Vilsom Basso
Dom Vilsom Basso, SCJ (Tuparendi, 16 de fevereiro de 1960) é bispo católico brasileiro e religioso professo da Congregação dos Sacerdotes do Sagrado Coração de Jesus. É o bispo diocesano de Imperatriz, no Maranhão. Seu lema episcopal é “Ecce Venio Domine” (“Eis-me aqui, Senhor”).

## Presbiterato
Dom Vilsom fez seus estudos de filosofia em Brusque, e de teologia, em Taubaté. Possui especialização em Planejamento Pastoral pela Universidade de Bogotá (Colômbia). Foi Ordenado presbítero em 1985. No estado do Maranhão, foi vigário nas paróquias de Santa Inês e Alto Alegre, e pároco em Santa Luzia e no santuário Nossa Senhora da Conceição, em São Luís. Posteriormente atuou como vigário paroquial do santuário São Judas Tadeu, em São Paulo, e como formador em Cagayan de Oro, nas Filipinas.

## Episcopado
Em março de 2010 foi nomeado bispo de Caxias do Maranhão, por ordem do papa Bento XVI, recebendo a ordenação episcopal no dia 30 de maio daquele mesmo ano a partir das mãos de Dom Murilo Sebastião Ramos Krieger. No dia 19 de junho de 2010, foi empossado como o quarto bispo daquela diocese.
Foi eleito presidente da Comissão Episcopal Pastoral para a Juventude da CNBB, durante a 53ª Assembleia-Geral daquela Conferência, recebendo 171 dos votos do total de 273 votantes, alcançando assim a maioria absoluta de 138 votos requerida para o cargo.
No dia 19 de abril de 2017, foi nomeado bispo da Diocese de Imperatriz, no Maranhão, transferido da Diocese de Caxias pelo Papa Francisco.